# Danny Glicker
Daniel Glicker, detto Danny (...), è un costumista statunitense, candidato all'Oscar per i migliori costumi di Milk.
Vincitore di un Costume Designers Guild Award per il film Transamerica, ha curato i costumi per film come Thank You for Smoking, Le colline hanno gli occhi, We Are Marshall, Niente velo per Jasira e molti altri.

## BiograFIA
Ha iniziato la sua carriera come assistente di produzione per il film Quiz Show ed ha iniziato la sua attività di costumista con il film di Emanuele Crialese Once We Were Strangers.
Nel 2009 è stato nominato ai Premi Oscar 2009 per il suo lavoro nel film Milk, di Gus Van Sant, in cui ha anche il piccolo ruolo di un costumista.

## Filmografia parziale
- Once We Were Strangers, regia di Emanuele Crialese (1997)
- Thank You for Smoking, regia di Jason Reitman (2005)
- We Are Marshall, regia di McG (2006)
- Le colline hanno gli occhi (The Hills Have Eyes), regia di Alexandre Aja (2006)
- Niente velo per Jasira (Towelhead / Nothing is Private), regia di Alan Ball (2007)
- Milk, regia di Gus Van Sant (2008)
- Tra le nuvole (Up in the Air), regia di Jason Reitman (2009)
- Facciamola finita, regia di Evan Goldberg e Seth Rogen (2013)
- Un giorno come tanti (Labor Day), regia di Jason Reitman (2013)
- Love & Mercy, regia di Bill Pohlad (2014)
- La foresta dei sogni (The Sea of Trees), regia di Gus Van Sant (2015)
- Madre! (Mother!), regia di Darren Aronofsky (2017)
- Don't Worry (Don't Worry, He Won't Get Far on Foot), regia di Gus Van Sant (2018)
- 7 sconosciuti a El Royale (Bad Times at the El Royale), regia di Drew Goddard (2018)
- The Front Runner - Il vizio del potere (The Front Runner), regia di Jason Reitman (2018)
- The Whale, regia di Darren Aronofsky (2022)